# 歐洲猶太人歷史
歐洲猶太人的歷史跨越兩千多年。猶太人來自黎凡特的猶太部落，在羅馬帝國崛起之前已部分遷移到歐洲。羅馬帝國猶太人歷史上一個值得注意的早期事件是龐培從公元前63年開始征服猶太部落，儘管亞歷山大猶太人在此事件之前已經遷移到羅馬。
據估計，二戰前歐洲的猶太人口接近900萬，約佔全世界猶太人的57%。大約600萬猶太人在大屠殺中喪生，隨後大部分倖存人口移居歐洲之外。
2010年歐洲的猶太人口估計約為140萬（歐洲人口的0.2%），佔世界猶太人口的10%。在21世紀，法國擁有歐洲最大的猶太人口，緊隨其後的是英國、德國、俄羅斯和烏克蘭。